# Setuptools
O Setuptools é uma biblioteca de processos de desenvolvimento de pacotes projetada para facilitar o empacotamento de projetos Python, aprimorando o distutils (distribution utilities, em português "utilitários de distribuição") da biblioteca padrão do Python. Ele inclui:
- Definições de pacote e módulo Python
- Metadados do pacote de distribuição
- Ganchos de teste
- Instalação do projeto
- Detalhes específicos da plataforma
- Suporte para Python 3

## História
Em 2013, o Distribute, um fork do Setuptools, foi mesclado novamente no Setuptools 0.7.

## Formato de pacotes
As Python Wheels (rodas) substituíram os Eggs (ovos).
Os Python Eggs são uma maneira de agrupar informações adicionais com um projeto Python, que permite que as dependências do projeto sejam verificadas e satisfeitas no tempo de execução, além de permitir que os projetos forneçam plug-ins para outros projetos.
"Eggs são para o Python como os Jars são para Java ..." http://peak.telecommunity.com/DevCenter/PythonEggs

## Gerenciador de pacotes
O pip substituiu o EasyInstall.
EasyInstall é um gerenciador de pacotes para Python que fornece um formato padrão para a distribuição de programas e bibliotecas Python (com base no formato Python Eggs). O EasyInstall é um módulo fornecido com o Setuptools. É análogo ao RubyGems para Ruby.
O EasyInstall não é um gerenciador de pacotes completo. Ele não pode listar pacotes locais nem atualizar todos eles. O Pip e o Python Package Manager (PyPM) são aplicativos Python projetados para desempenhar uma função semelhante à do EasyInstall. O fork do Distribute foi criado especificamente devido à falta de progresso no desenvolvimento do EasyInstall.
Por padrão, o EasyInstall procura no Python Package Index (PyPI) os pacotes desejados e usa os metadados para baixar e instalar o pacote e suas dependências.

## Comandos

### alias
Define atalhos para comandos frequentemente utilizados.